# Радтке, Хельга
Хельга Радтке (нем. Helga Radtke; род. 16 мая 1962, Заниц, Мекленбург — Передняя Померания) — немецкая легкоатлетка, специалистка по прыжкам в длину и тройным прыжкам. Выступала за сборные ГДР и Германии по лёгкой атлетике в 1979—1997 годах, чемпионка мира в помещении, серебряная призёрка международного турнира «Дружба-84», призёрка чемпионатов Европы в помещении и на открытом стадионе, победительница Кубка Европы, бывшая рекордсменка страны, участница летних Олимпийских игр в Барселоне.

## Биография
Хельга Радтке родилась 16 мая 1962 года в общине Заниц, ГДР. Занималась лёгкой атлетикой Ростоке, проходила подготовку в местном клубе «Эмпор Росток».
Первого серьёзного успеха на международном уровне добилась в сезоне 1979 года, когда вошла в состав восточногерманской сборной и выступила на юниорском европейском первенстве в Быдгоще, где превзошла всех соперниц в зачёте прыжков в длину.
В 1983 году в той же дисциплине выиграла серебряную медаль на чемпионате Европы в помещении в Будапеште, заняла 12-е место на впервые проводившемся чемпионате мира по лёгкой атлетике в Хельсинки.
В 1984 году на соревнованиях в Дрездене установила свой личный рекорд в прыжках в длину — 7,21 метра. Рассматривалась в качестве кандидатки на участие в летних Олимпийских играх 1984 года в Лос-Анджелесе, однако ГДР вместе с несколькими другими странами восточного блока бойкотировала эти соревнования по политическим причинам. Вместо этого Радтке выступила на альтернативном турнире «Дружба-84» в Праге, где завоевала серебряную награду, уступив только соотечественнице Хайке Дрекслер.
В 1985 году одержала победу на Всемирных легкоатлетических играх в помещении в Париже, стала четвёртой на чемпионате Европы в помещении в Пирее.
В 1986 году получила серебро на чемпионате Европы в помещении в Мадриде, взяла бронзу на чемпионате Европы в Штутграте.
В 1987 году стала серебряной призёркой на чемпионате мира в помещении в Индианаполисе, показала четвёртый результат на чемпионате мира в Риме.
В 1989 году была второй на Кубке Европы в Гейтсхеде, четвёртой на Кубке мира в Барселоне.
В 1990 году на чемпионате Европы в помещении в Глазго дважды поднималась на пьедестал почёта: выиграла бронзовую медаль в прыжках в длину и серебряную медаль в тройных прыжках. На чемпионате Европы в Сплите завоевала бронзовую награду в прыжках в длину.
После воссоединения Германии Радтке продолжила выступать на крупных международных соревнованиях. Так, в 1991 году она представляла немецкую сборную в прыжках в длину на чемпионате мира в Токио, в финал здесь не вышла.
В 1992 году на домашних соревнованиях в Дортмунде прыгнула тройным на 14,05 метра, став таким образом первой в истории немецкой спортсменкой, сумевшей преодолеть 14-метровый рубеж. На чемпионате Европы в помещении в Генуе была третьей в тройных прыжках и пятой в прыжках в длину. Благодаря череде успешных выступлений удостоилась права защищать честь страны на Олимпийских играх в Барселоне — в ходе предварительного квалификационного этапа прыгнула в длину на 6,42 метра, чего оказалось недостаточно для выхода в финал. Также в этом сезоне в тройном прыжке заняла шестое место на Кубке мира в Гаване.
В 1993 году в тройных прыжках стала пятой на чемпионате мира в помещении в Торонто, показала второй результат на Кубке Европы в Риме, прыгала в длину и тройным на чемпионате мира в Штутгарте.
На чемпионате Европы в помещении 1994 года в Париже была восьмой в прыжках в длину и седьмой в тройных прыжках, позднее победила на Кубке Европы в Бирмингеме. На чемпионате Германии в Эрфурте превзошла всех соперниц в тройном прыжке, установив при этом национальный рекорд (14,46), продержавшийся впоследствии более 17 лет. На чемпионате Европы в Хельсинки заняла восьмое место в тройных прыжках, тогда как в прыжках в длину в финал не вышла. Кроме того, в тройных прыжках стала шестой на Кубке мира в Лондоне.
Завершила спортивную карьеру по окончании сезона 1997 года.
После завершения спортивной карьеры работала тренером по лёгкой атлетике в Ростоке, в основном тренировала детей, также занималась преподаванием тай-чи.